# Coelotes personatus
Coelotes personatus är en spindelart som beskrevs av Nishikawa 1973. Coelotes personatus ingår i släktet Coelotes och familjen mörkerspindlar. Inga underarter finns listade i Catalogue of Life.